# 生方信
生方 信（うぶかた まこと ）は、日本の農芸化学者。北海道大学名誉教授、農学博士（北海道大学）。専門は応用分子細胞生物学、生物有機化学など。

## 経歴
群馬県立沼田高等学校を経て、1975年北海道大学農学部農芸化学科卒業、1980年同大学大学院農学研究科博士課程修了（農学博士）。
1980年インディアナ大学化学科博士研究員。1982年理化学研究所特別研究生、1984年同研究所研究員、1992年同研究所副主任研究員。1995年富山県立大学工学部教授（生物工学研究センター）、1998年同大学大学院工学研究科博士課程教授。2003年北海道大学大学院農学研究科教授、2015年同大学名誉教授、2015-2017年同大学大学院農学研究院特任教授。2016年日本農芸化学会フェロー。

## 研 究
難治性疾患に対する農学系創薬・治療法の探索，化学と生物をつなぐことを研究テーマとしている。
論文
researchmap「生方信」

## 受賞歴
- 1988年農芸化学奨励賞 新規抗生物質の化学的研究。日本農芸化学会
- 1995年住木・梅澤記念賞 配座解析を基軸とした動的生物活性物質の構造研究。日本抗生物質学術協議会
- 2017年4月日本農学賞 顕著な活性を有する生理活性物質の発見とその化学生物学的展開。日本農学会
- 2017年4月読売農学賞 顕著な活性を有する生理活性物質の発見とその化学生物学的展開。読売新聞社

## 委員歴
- 2003年 - 2005年日本農芸化学会 評議員
- 2005年 - 2008年日本農芸化学会 英文誌編集委員
- 2007年 - 2008年日本木材学会 評議員
- 2010年 - 2011年有機合成化学協会 評議員
- 2011年 - 2013年有機合成化学協会 理事 北海道支部長

## 著書
分担執筆
- (P. DOYLE and T. FUJITA; eds.)   ”IUPAC PESTICIDE CHEMISTRY - Human Welfare and the Environment ”. Pergamon Press, 1983年
- (S G Pandalai; ed.)    ”Recent Research Development in Agricultural and Biological Chemistry ”. Research Signpos,t 1997年
- (中村 太士・小池 孝良; 編著)『森林の科学』. 朝倉書店, 2005年
- (Julian Knight; ed.)   ”Science of Synthesis Compounds with Four and Three Carbon-Heteroatom Bonds ”. Thieme, 2005年
- (北海道大学大学院農学研究院; 編)  ”Agricultural Sciences for Human Sustainability”.  Kaiseisha Press, 2012年

共訳
- (菅原　二三男 監訳)『第２版 マクマリー生物有機化学 基礎化学編』. 丸善, 2007年
- (菅原　二三男 監訳)『第４版 マクマリー生物有機化学 基礎化学編』.  丸善, 2015年